# شهرستان دونگلان
شهرستان دونگلان (به لاتین: Donglan County) یک شهرستان در جمهوری خلق چین است که در شهر هه‌چی واقع شده‌است.

## خصوصیات
دانگلان ۲٬۴۱۵ کیلومترمربع مساحت و ۲۹۵٬۵۱۹ نفر جمعیت دارد و ۲۶۰ متر بالاتر از سطح دریا واقع شده‌است.